# 東方民族の勇気を讃えるための功労章
東方民族の勇気を讃えるための功労章(ドイツ語: Tapferkeits- und Verdienstauszeichnung für Angehörige der Ostvölker)は、ナチス・ドイツの勲章。

## 概要

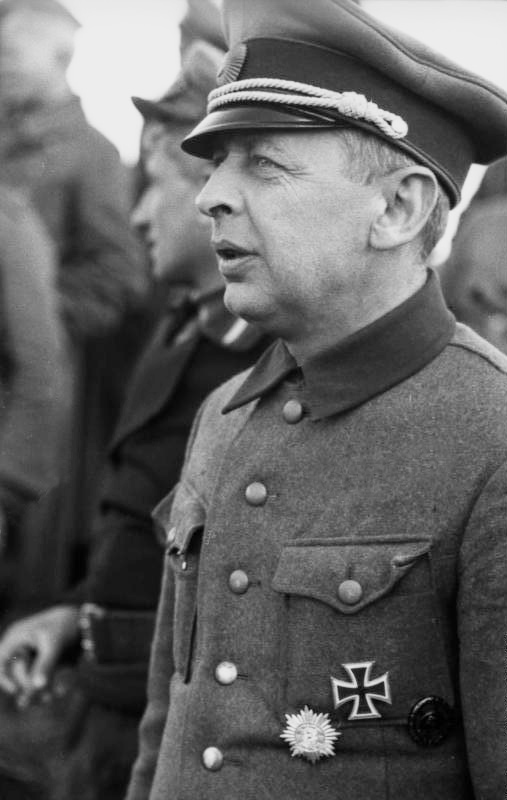
一級東方民族功労章(一級鉄十字章の向かって左下)を佩用するブロニスラフ・カミンスキー。

東方民族(ソ連など東欧国家)の中でドイツに協力した者に与えられた。当時のドイツで劣等民族とされていた東方出身の人物がドイツに対しての協力や戦功をあげた際、騎士鉄十字章などの勲章は授与できなかったため、それを解消するためにこの勲章が設けられた。

### 等級
東方民族の勇気を讃えるための功労章は一級と二級の二等級存在した。さらに、一級は金章及び銀章が、二級は金章、銀章及び銅章が設定されており、剣の有り無しでも分かれていた。

### デザイン
エルマー・ラングによってデザインされたこの章は、一級が直径48ミリであり、ピンで直接佩用した。二級は直径40ミリで、幅32ミリのリボンが付属していた。佩用するときはリボンのみを着用した。二級のリボンは色で分かれており、
- 緑地に赤い線が二本 (二級金章)
- 緑地に白い線が二本 (二級銀章)
- 緑地のみ (二級銅章)

と定められていた。
戦後のドイツにおいては、ナチ時代のシンボルを用いた勲章類は製造販売や公然と展示することが禁じられ、佩用は非ナチ化された戦後版のみとなった。この功労章には当初から鉤十字などのシンボルが使われていないため、こうした取り締まりの対象外である。

## 略綬
| 略綬     | 略綬     | 略綬     |
| -------- | -------- | -------- |
| 二級金章 | 二級銀章 | 二級銅章 |